# Klaus Fischer (Fußballspieler)
Klaus Fischer (* 27. Dezember 1949 in Lindberg-Kreuzstraßl, Landkreis Regen) ist ein ehemaliger deutscher Fußballspieler und -trainer. Seine Glanzzeit hatte der Bayer in den 1970er Jahren mit dem FC Schalke 04, mit dem er Vizemeister und Pokalsieger wurde. Der Bundesligaspieler mit der dritthöchsten Torausbeute in der Geschichte der Bundesliga spielte in späteren Jahren auch beim 1. FC Köln und dem VfL Bochum. Fischer, der mit Fallrückziehertoren nachhaltige internationale Bekanntheit erreichte, nahm für Deutschland an zwei Fußball-Weltmeisterschaften teil und erreichte 1982 das WM-Finale.

## Leben und Karriere
Klaus Fischer trieb schon als kleines Kind Sport. Im Sommer spielte er Fußball, im Winter stand Eisstockschießen auf dem Programm. Als Jugendlicher wurde er mit dem SC Kreuzstraßl aus dem Bayerischen Wald Bayrischer Meister, Deutscher Meister und Europameister im Eisstockschießen. Er erlernte den Beruf Glasbläser. 
Klaus Fischer wurde vom späteren Mönchengladbacher Meistermacher Hennes Weisweiler für eine Woche zum Probetraining eingeladen, doch dieser fand ihn körperlich noch zu schwach und vertröstete ihn auf das folgende Jahr. Währenddessen solle er bei seinem Verein in Zwiesel bleiben. Der TSV 1860 München hatte keine derartigen Bedenken und so kam Fischer 1968 als 18-Jähriger vom Bezirksligisten SC Zwiesel zu den Löwen. Er etablierte sich dort rasch als Stammspieler und brachte es bereits in seiner ersten Saison auf 26 Bundesligaspiele, in denen er insgesamt neun Tore erzielte. Am 21. Spieltag handelte er sich bei der 0:2-Niederlage der Sechzger in Dortmund in der 86. Minute den einzigen Feldverweis seiner Karriere ein – in 535 Bundesligaspielen brachte er es ansonsten auf nur acht Gelbe Karten. Seine zweite Saison bei den Löwen spielte er komplett. Dabei schoss er 19 Tore (Platz 3 der Torjägerliste). Den Abstieg des TSV 1860 im Jahr 1970 konnte er nicht verhindern.

### Wechsel zu Schalke 04
Vom FC Schalke 04 bekam er ein sehr gutes Angebot, das er auch unterschrieb. Kurze Zeit später unterschrieb er auch einen neuen Vertrag bei 1860 München. Er erhielt eine Geldstrafe vom DFB und durfte für Schalke spielen. In dieser Zeit absolvierte er auch seinen Grundwehrdienst. Im Ruhrgebiet fand er eine neue Heimat und hielt dem Verein über mehr als ein Jahrzehnt die Treue. Auch etablierte er sich dort sofort in der Stammformation. In der Saison 1971/72 war Fischer ein Leistungsträger in einer spielstarken Mannschaft um den Mittelfeldregisseur Heinz van Haaren, bei der Norbert Nigbur im Tor eine herausragende Saison hatte. Hinter ihm wirkten die Abwehrrecken Klaus Fichtel und Rolf Rüssmann und sorgten dafür, dass Schalke weniger Tore hinnehmen musste als alle Bundesligakonkurrenten. Stan Libuda und die Kremers-Zwillinge, Erwin und Helmut, waren weitere Hauptakteure jener starken Formation, die das Meisterschaftsrennen bis zum letzten Spieltag offen halten konnte. Beim ersten Bundesligaspiel in der Geschichte des Münchener Olympiastadions gaben dann allerdings die neuen Hausherren des FC Bayern mit der berühmten Achse Maier – Beckenbauer – Müller eine Galavorstellung und errangen mit einem klaren 5:1-Sieg den Titel. Fischer schoss den Ehrentreffer. Sein 22. Saisontor sicherte ihm gemeinsam mit dem Bochumer Hans Walitza den zweiten Platz in der Torschützenliste hinter Gerd Müller, der in dieser Spielzeit 40-mal traf.
Etwas trösten konnten sich die Gelsenkirchener im DFB-Pokal. Im Halbfinale beim 1. FC Köln erzielte Fischer schnell das 0:1, doch in der zweiten Halbzeit zogen die Gastgeber mit 4:1 davon. Im damals üblichen Rückspiel erzielte Fischer ebenfalls früh das 1:0 für Schalke, die nach 120 Minuten mit 5:2 vorne waren und das fällige Elfmeterschießen gewannen. Im Finale im Niedersachsenstadion von Hannover, das nur drei Tage nach dem Bundesligafinale stattfand, besiegte Schalke den 1. FC Kaiserslautern mit 5:0, wobei Fischer das 4:0 beisteuerte (sein sechster Treffer im Wettbewerb). Das 5:0 ist noch heute Endspiel-Rekord, der allerdings im DFB-Pokalfinale 2011 von den Schalkern selbst eingestellt wurde, als sie den MSV Duisburg mit 5:0 schlugen.

### Manipulation und Konsequenzen
Die folgenden Spielzeiten wurden schwierig für Schalke 04. Der Verein war 1970/71 in den großen Bundesliga-Skandal verstrickt. Zahlreiche Spieler, auch Klaus Fischer, verbrachten viel Zeit in Gerichtssälen. Die Schalker Spieler hatten in der besagten Saison ein Spiel gegen Arminia Bielefeld gegen relativ geringe Bezahlung und als „Gefallen für Waldemar Slomiany“ absichtlich mit 0:1 verloren. In der Saison 1972/73 konnte Schalke sich erst in den letzten Spieltagen von den Abstiegsrängen lösen. Fischer selbst, wie weitere Mannschaftskollegen, spielte überhaupt nicht, da er vom DFB zunächst lebenslang gesperrt wurde. Jahre später meinte Fischer: „Mein Gott, was waren wir damals dumm. Für 2.300 Mark pro Mann ein Spiel zu verlieren, blöder kann man nicht sein. Eine Siegprämie betrug damals 2.000 Mark.“

### Rückkehr
Anfang der Saison 1973/74 wurde Fischer begnadigt und er durfte ab dem zehnten Spieltag wieder spielen. Er schoss in 25 Spielen 21 Tore (dritter Platz in der Torjägerliste). Die große Mannschaft von 1972 aber, in die viele Hoffnungen gesetzt worden waren, war zerstört – es reichte nur noch für Plätze im oberen Mittelfeld. Platz 6 genügte 1976 noch für eine UEFA-Pokal-Teilnahme. Fischer hatte mit seiner persönlichen Bestleistung von 29 Treffern, die ihm auch die Torjägerkanone einbrachten, entscheidenden Anteil daran, zumal die Tordifferenz über die Platzierung entschied. In der folgenden Saison wurden die inzwischen unter anderem mit dem Rechtsaußen der Nationalmannschaft, Rüdiger Abramczik, und dem groß aufspielenden jugoslawischen Mittelfeldregisseur Branko Oblak verstärkten Schalker sogar Vizemeister. Fischer steuerte zu Schalkes 77 Saisontreffern 24 Tore bei. Saisonhöhepunkt war der 7:0-Sieg beim FC Bayern, bei dem Fischer vier Tore erzielte.
Zur nächsten Saison wurde Oblak an den FC Bayern verkauft und weitere wichtige Spieler verließen in den folgenden Jahren den von Finanznöten geplagten Schalke 04, der immer weiter an Boden verlor. Besonders schwere Konsequenzen hatte für Fischer ein komplizierter Schienbeinbruch, den er im März 1980 im Heimspiel gegen Bayer Uerdingen erlitt. Er fiel für zehn Monate aus und konnte nicht an der Europameisterschaft 1980 in Italien teilnehmen, bei der Deutschland mit Mittelstürmer Horst Hrubesch den Titel gewann.
Der personell damit noch mehr geschwächte Verein geriet in der Spielzeit 1980/81 bald in die Abstiegszone der Bundesliga und stieg 1981 als Vorletzter ab. Nach elf Jahren in Schalke gab Klaus Fischer in der laufenden Saison 1980/81 seinen Wechsel zum 1. FC Köln bekannt. Hierfür wurde Fischer von Fans massiv beschimpft und mit körperlicher Gewalt bedroht; gegen seine Haustür wurden Eier geworfen.

### Späte Jahre in Köln und Bochum
Der 1. FC Köln unter Trainer Rinus Michels wurde in Fischers erster Saison dort Vizemeister. Fischer schoss in dieser Saison sieben Tore (dritten Platz in der vereinsinternen Torschützenliste – hinter dem Engländer Tony Woodcock und dem jungen, aufstrebenden Pierre Littbarski). 
In den beiden folgenden Jahren schoss er jeweils zwölf Tore. Ein Höhepunkt seiner Zeit in Köln war 1983 der Gewinn des DFB-Pokals, als die Geißböcke im Finale den zweitklassigen Stadtrivalen SC Fortuna Köln mit 1:0 besiegten. Nach drei Spielzeiten und 31 Toren in 96 Spielen wurde sein Vertrag nicht verlängert. 
Ottokar Wüst, Präsident des VfL Bochum, holte Fischer nach Bochum. Mit dem VfL Bochum hatte er eine große erste Saison. Der nunmehr im 35. Lebensjahr stehende Fischer absolvierte 1984/85 alle Saisonspiele und schoss 16 Tore. Sein letztes Bundesligaspiel absolvierte er am 19. März 1988 im Alter von 38 Jahren. 

## Zusammenfassung
Klaus Fischer hatte in der Fußball-Bundesliga 535 Einsätze für die Vereine TSV 1860 München, FC Schalke 04, 1. FC Köln und VfL Bochum.
In der Nationalmannschaft erzielte er zwischen 1977 und 1982 in 45 Spielen 32 Tore. Das ist nach Gerd Müller die beste Quote (0,71) eines Top-10-Stürmers und eines Stürmers mit mindestens 45 Länderspielen. Fischer nahm an zwei Fußball-Weltmeisterschaften teil und wurde in Spanien 1982 Vizeweltmeister.
Bekannt wurde er insbesondere auch durch seine Fallrückzieher, denen meist Flanken von Rüdiger Abramczik vorausgingen. Im Länderspiel Deutschland – Schweiz (4:1) am 16. November 1977 erzielte er durch einen Fallrückzieher das Tor des Jahres der ARD-Sportschau, das später auch Tor des Jahrzehnts wurde. Auch das wichtige 3:3 in der Verlängerung des WM-Halbfinales 1982 gegen Frankreich (Nacht von Sevilla) erzielte Fischer per Fallrückzieher – dieses Tor wurde zum Tor des Jahres 1982 gewählt. Insgesamt erzielte Fischer während seiner Karriere vier Treffer durch Fallrückzieher. Sechs seiner Tore wurden jeweils zum Tor des Monats gewählt, wobei er einen besonderen Rekord hält: Zwischen seinem ersten Tor des Monats im September 1975 und seinem letzten im Juli 2003 liegen fast 28 Jahre.
Mit 268 Toren (Quote 0,5 Tore/Spiel) liegt er hinter Gerd Müller (365 Tore, Quote 0,85) und Robert Lewandowski (310, Quote 0,81, Stand: Juni 2022) auf Platz drei der Ewigen Torschützenliste der Fußball-Bundesliga. Klaus Fischer beendete seine aktive Laufbahn im Jahr 1988.

## Tätigkeit als Trainer
In der Saison 1988/89 war Fischer Co-Trainer von Franz-Josef Tenhagen in Bochum. Anschließend arbeitete er von 1989 bis 1992 als Co-Trainer für den FC Schalke 04. Nach den Entlassungen von Peter Neururer und Aleksandar Ristić übernahm er kurzzeitig das Training der Profimannschaft. Nach der Verpflichtung von Udo Lattek trainierte Fischer drei Jahre lang die Amateurmannschaft des FC Schalke 04. Zur Saison 2024/25 übernimmt er das Amt als Co-Trainer bei den Nachwuchsmannschaften der Schalker Frauen-Abteilung.

## Privates
Fischer war zeitweise Spieler in der Uwe-Seeler-Traditionself. 1997 eröffnete Fischer eine Fußballschule, die er immer noch betreibt. 2006 veröffentlichte er zusammen mit der Autorin Alexandra Steil-Wehr seine Autobiografie mit dem Titel Fallrückzieher – …und mehr. Fischer ist verheiratet und lebt mit seiner Frau in Gelsenkirchen.

## Erfolge
- Vize-Weltmeister: 1982
- Deutscher Vize-Meister: 1972, 1977, 1982
- Deutscher Pokalsieger: 1972, 1983
- DFB-Pokal-Finalist: 1988
- Bundesliga-Torschützenkönig: 1976
- DFB-Pokal-Torschützenkönig: 1972, 1984